# NGC 5866
NGC 5866 este o galaxie lenticulară situată în constelația Dragonul. A fost descoperită în 27 martie 1781 de către Pierre Méchain. Se află la o distanță de 48.000.000 al de Pământ.